# Tour por Japón 80
El Tour por Japón 80 es el nombre del séptimo y último tour realizado por el grupo sueco ABBA.

## El Tour
Después de regresar a casa tras el tour por Europa y Norteamérica en noviembre de 1979, ABBA tomó un descanso, y luego comenzaron a escribir y grabar lo que sería su álbum Super Trouper. Pero en marzo de 1980, ellos se pusieron sus trajes del escenario otra vez, embarcándose en lo que sería su último tour, pasando tres semanas visitando las arenas en Japón. 
Básicamente, este tour es una versión un poco modificada y adaptada a Japón del tour de 1979, simplemente eliminaron los temas One Man, One Woman y Waterloo del programa. Este sería el último tour realizado por el grupo.

## Repertorio
1. Gammal fäbodpsalm (introducción)
2. «Voulez-Vous»
3. «If It Wasn’t For The Nights»
4. «As Good As New»
5. «Knowing Me, Knowing You»
6. «Rock Me»
7. «Not Bad At All (Tomas Ledin)»
8. «Chiquitita»
9. «Money, Money, Money»
10. «I Have A Dream» (último verso cantado en japonés)
11. «Gimme! Gimme! Gimme! (A Man After Midnight)»
12. «S.O.S.»
13. «Fernando»
14. «The Name Of The Game»
15. «Eagle»
16. «Thank You For The Music»
17. «Why Did It Have To Be Me»
18. Intermezzo no. 1 (interludio)
19. «I’m Still Alive»
20. «Summer Night City»
21. «Take A Chance On Me»
22. «Does Your Mother Know?»
23. «Hole In Your Soul»
24. «The Way Old Friends Do»
25. «Dancing Queen»
26. Waterloo

## Conciertos
| Fecha                 | Ciudad   | País  | Lugar               | Audiencia              |
| --------------------- | -------- | ----- | ------------------- | ---------------------- |
| Primera Manga - Japón |          |       |                     |                        |
| 12 de marzo de 1980   | Tokio    | Japón | Nippon Budōkan      | 24 000 / 24 000 (100%) |
| 13 de marzo de 1980   | Tokio    | Japón | Nippon Budōkan      | 24 000 / 24 000 (100%) |
| 14 de marzo de 1980   | Koriyama | Japón | Sogo Taiikukan      | 7 056 / 7 056 (100%)   |
| 17 de marzo de 1980   | Tokio    | Japón | Nippon Budōkan      | 24 000 / 24 000 (100%) |
| 18 de marzo de 1980   | Tokio    | Japón | Nippon Budōkan      | 24 000 / 24 000 (100%) |
| 20 de marzo de 1980   | Fukuoka  | Japón | Kyu Den Taiikukan   | 2 000 / 2 000 (100%)   |
| 21 de marzo de 1980   | Osaka    | Japón | Festival Hall       | 5 400 / 5 400 (100%)   |
| 22 de marzo de 1980   | Osaka    | Japón | Festival Hall       | 5 400 / 5 400 (100%)   |
| 24 de marzo de 1980   | Nagoya   | Japón | Aichi-ken Taiikukan | 4 400 / 4 400 (100%)   |
| 26 de marzo de 1980   | Tokio    | Japón | Nippon Budōkan      | 24 000 / 24 000 (100%) |
| 27 de marzo de 1980   | Tokio    | Japón | Nippon Budōkan      | 24 000 / 24 000 (100%) |
| TOTAL                 | TOTAL    | TOTAL | TOTAL               | 95 256 / 95 256 (100%) |

## Músicos
- Ola Brunkert, batería
- Anders Eljas, teclado
- Rutger Gunnarsson, bajo
- Mats Ronander, guitarra
- Åke Sundqvist, percusión
- Lars Wellander, guitarra
- Tomas Ledin,vocal
- Birgitta Wollgård, vocal
- Liza Öhman, vocal
- Claes af Geijerstam, ingeniero de sonido

- Datos: Q10980035